# Велики хризантемски дијамант
Велики хризантемски (крушкасти) дијамант (енгл. The Great Chrysanthemum Diamond) је камен тежак 20,830 г. односно 104,15 карата. Има препознатљив крушкаст облик. Обрађен је на Геолошком институту Америке. Дијамант је пореклом из Јужне Африке, где га је 1963. откупио јувелир Џулијус Коен (Julius Cohen). Тада је дијамант тежио 39,656 грама (198,28). По повратку у Њујорк, Коен је желео да дијамант добије крушкасти облик, што представља заштитни знак компаније. Због боје сличне браон хризантеми добио је име Велики хризантемски дијамант.
Дијамант је почео да се приказује на изложбама у Сједињеним Америчким Државама. Године 1965, дијамант побеђује на фестивалу Diamonds International Awards. Након тога приказан је на Ранд ускршњој изложби у Јоханезбургу, Јужној Африци. После тога, Коен одлучује да дијамант прода непознатом купцу за кога се претпоставља да је из иностранства.